# Émile Vuilloud
Émile Vuilloud, né le 30 juin 1822 à Monthey, mort le 17 septembre 1889 à Morgins) est un architecte suisse actif surtout en Valais et dans le canton de Vaud, où il a bâti diverses églises, ainsi que des maisons particulières.

## Biographie
Sa formation est mal connue, mais on sait qu’il a fréquenté des écoles en France à Bonneville (Haute Savoie) et à Meylan (Isère), puis qu’il a accompli, vers la fin des années 1840, un stage pratique d’une année dans l’atelier d’architecture Samuel Darier (1808–1884) à Genève. Vuilloud suit aussi des cours de peinture à Besançon, joue du violoncelle, enseigne le dessin au collège de Saint-Maurice de 1850 à 1889 et a en outre une activité graphique.
En qualité qu’architecte, Vuilloud s’est fait connaître surtout par ses églises et bâtiments officiels, mais a réalisé aussi des habitations privées. L’église catholique de Monthey est sa première œuvre en Valais.
Ses constructions néogothiques les plus importantes sont les églises paroissiales catholiques d’Aigle (1863-1866) et de Vevey (1869-1872).
Le style de ses nombreuses constructions publiques et semi-publiques est caractérisé par la combinaison d’éléments de tendance baroque et néoclassique : Ainsi, le Casino et la grenette de Sion, l’hôtel de ville de Martigny et le grand hôtel de Morgins.
Vuilloud a été dans une large mesure un architecte autodidacte montrant une tendance à l’éclectisme, et mettant fréquemment en œuvre une pierre telle que le granit. En ce sens, on peut le considérer comme l’un des architectes les plus originaux du Valais à son époque.

## Œuvres (sélection)
- Église catholique de Monthey (1851–1855)
- Église paroissiale de Collombey (1862–1874)
- Casino de Sion (1863–1864)
- Église paroissiale d’Aigle (1863–1866)
- Église paroissiale de Tourtemagne (1863–1867)
- Maison de commune à Troistorrents (1866)
- Hôtel de ville de Martigny (1866–1867)
- Grenette (marché au blé) de Sion (1866–1869)
- Église Notre-Dame de Vevey (1869–1872)
- Église paroissiale de Vex (1869–1877) (démolie)
- Chapelle anglaise à Zermatt (1870)
- Église paroissiale d’Echallens (1882–1883)
- Église paroissiale de Moudon (1889–1890)
- Église paroissiale d’Ardon, projet (1883), construction posthume (1892)
- Église paroissiale de Leytron, projet (1887), construction posthume (1897–1899)
- Maison Émile Vullioud, Monthey
- Maison Lommel, Monthey
- Villa des Ifs, Monthey